# Aleksandr Mostovoj
Aleksandr Vladimirovič Mostovoj (in russo Александр Владимирович Мостовой?; Lomonosov, 22 agosto 1968) è un ex calciatore russo, fino al 1991 sovietico, di ruolo centrocampista.
Era soprannominato lo Zar (El Zar in spagnolo) durante la sua parentesi spagnola con il Celta Vigo, venne spesso definito come un "regista geniale".

## Caratteristiche tecniche
Era un centrocampista offensivo, spesso schierato come trequartista o come regista.

## Carriera
Ha iniziato a giocare nello Spartak Mosca come trequartista, ed è arrivato in Europa occidentale per giocare col Benfica nell'estate 1992, nel 1993 col Caen, nel 1994 con il Strasburgo. Dopo la fine degli Europei 1996 venne acquistato dal Celta Vigo, squadra nella quale ha giocato fino al 2004.

## Palmarès

### Club
- Coppa Intertoto UEFA: 2

Strasburgo: 1995
Celta Vigo: 2000

### Nazionale
- Campionato d'Europa Under-21: 1

1990